# Protocyon
Protocyon és un gènere extint de mamífers carnívors de la família dels cànids que visqueren a les Amèriques durant el Plistocè. Se n'han trobat restes fòssils a l'Argentina, Bolívia, el Brasil, l'Equador, Mèxic, l'Uruguai i Veneçuela. Eren animals corredors i hipercarnívors d'entre 20 i 40 kg. Caçaven èquids, camèlids, cérvols, pècaris, macrauquènids i peresosos gegants, que també devoraven en forma de carronya. Possiblement competien per les preses amb Smilodon populator. El nom genèric Protocyon significa ‘primer gos’ en llatí.